# Erebochlora griseata
Erebochlora griseata là một loài bướm đêm trong họ Geometridae.